# Spirit, l'étalon des plaines
Pour les articles homonymes, voir Spirit.
Série Spirit
Spirit : L'Indomptable
(2021)
Pour plus de détails, voir Fiche technique et Distribution.
Spirit, l'étalon des plaines (Spirit: Stallion of the Cimarron) est un film d'animation américain réalisé par Kelly Asbury et Lorna Cook, sorti en 2002.
Produit par Dreamworks, il raconte l'histoire de Spirit, un étalon qui vit en Amérique du Nord au XIXe siècle pendant la conquête de l'Ouest.
Diffusé hors compétition au festival de Cannes 2002, le film reçoit des critiques positives et est nommé pour l'Oscar du meilleur film d'animation lors de la 75e cérémonie. Par la suite, il donne naissance à une adaptation en jeu vidéo ainsi qu'à une série télévisée d'animation intitulée Spirit : Au galop en toute liberté, diffusée sur Netflix, qui sera elle-même adaptée au cinéma dans Spirit : L'Indomptable en 2021.

## Synopsis
Spirit est un mustang sauvage d'Amérique du Nord. Il y grandit, puis devient le chef du troupeau. Un soir, malgré son rôle primordial dans la harde, il se laisse dépasser par la curiosité alors qu'il aperçoit la lueur d'un feu de camp. Il réveille accidentellement des hommes, qui, fascinés par la beauté de l'animal, le capturent difficilement au terme d'une course poursuite. Contraint d'abandonner les siens, Spirit est emmené de force par les hommes à un fort militaire afin qu'il serve comme monture pour l'armée. Mais le cheval, empreint de liberté, ne se laisse pas dompter facilement. Et malgré les efforts et les méthodes dures des hommes et en particulier du colonel, personne ne parvient à l'enfourcher. Dans le même temps, un jeune Indien, nommé Petit-Nuage, est capturé alors qu'il volait des provisions. Il subit le même sort que l'animal, attaché à un poteau, sans eau ni nourriture. Au bout de trois jours, le colonel (lui-même, cette fois) tente à nouveau de dompter le mustang et croit un temps y parvenir, après l'avoir essoufflé, mais l'animal gagne finalement le duel dans un dernier sursaut sous l'acclamation des autres chevaux du fort. Le colonel furieux décide alors d'abattre Spirit, mais Petit-Nuage parvient à rompre ses cordes et libère le cheval ainsi que d'autres montures avant de s'évader du camp dans la pagaille générale.
Une fois hors de danger, l'Indien décide d'apprivoiser Spirit, au grand dam de ce dernier qui se croyait libre à nouveau. Mais Petit-Nuage se rend vite compte que ça ne sera pas chose facile et use alors de stratégie en attachant Spirit à sa jument, Rivière, afin de l'adoucir. Au fil du temps, les deux chevaux finissent par tomber amoureux mais Spirit, bien que moins sauvage, ne se laisse toujours pas monter. Une forme de respect et d'amitié s'est toutefois créée entre le mustang et l'indien, ce dernier n'usant pas des méthodes brutales de l'armée. À contrecœur, Petit-Nuage laisse finalement Spirit partir qui rejoint ensuite Rivière pour qu'elle l'accompagne, mais la jument hésite car elle a toujours vécu chez les indiens. Cependant, les hommes du colonel débarquent et attaquent le village Indien. Petit-Nuage et Rivière se retrouvent face aux hommes du colonel et se font tirer dessus pour finalement tomber dans un torrent. Petit-Nuage s'en sort grâce à l'intervention de Spirit, qui tente également de sauver Rivière. Échoué sur le rivage, Spirit se fait capturer par des soldats et doit laisser Rivière, mourante. Petit-Nuage la retrouve et s'affaire auprès de sa jument. Abattu, Spirit est livré à des hommes du chemin de fer et se laisse finalement emmener dans un train sans opposer de résistance. La nuit cependant, il reprend espoir en repensant à sa horde et se promet de ne pas renoncer.
Contraint de tirer une locomotive sur une pente en compagnie de dizaines d'autres chevaux, Spirit se rend compte que ses terres et les siens sont directement menacés. Il finit par se libérer ainsi que les autres chevaux. La locomotive dévale la pente et explose, déclenchant un feu de forêt. Le mustang s'enfuit mais l'incendie se propage rapidement et rattrape l'animal. Il est retrouvé et sauvé in extremis par Petit-Nuage qui avait suivi sa trace, et malheureusement aussi par les hommes du colonel qui repartent à sa poursuite. Petit-Nuage fait fuir Spirit mais il ne peut lui-même échapper aux soldats. Faisant volte-face, le Mustang retourne chercher l'indien et l'entraîne sur son dos, c'est la première fois qu'il se laisse monter. Après une dernière course-poursuite et un saut prodigieux au-dessus d'un canyon, le colonel abandonne, reconnaissant la force de caractère et la volonté du cheval de rester libre. Spirit prend une nouvelle fois Petit-Nuage sur son dos et l'emmène au village indien où il retrouve à sa grande surprise Rivière, qui a survécu. L'Indien décide alors de les libérer tous les deux après des adieux émouvants, donnant à ce moment-là au mustang le nom de Spirit. Spirit retrouve ainsi les siens en compagnie de Rivière, et regagne sa liberté.

## Fiche technique
- Titre original : Spirit: Stallion of the Cimarron
- Titre français : Spirit, l'étalon des plaines
- Réalisation : Kelly Asbury et Lorna Cook
- Scénario : John Fusco
- Direction artistique : Luc Desmarchelier et Ronald W. Lukas
- Musique : Hans Zimmer
  - Chansons écrites et interprétées par Bryan Adams
- Production : Mireille Soria et Jeffrey Katzenberg ; Max Howard (exécutif)
- Société de production : DreamWorks Animation
- Sociétés de distribution : DreamWorks SKG
- Pays d'origine :  États-Unis
- Langue originale : anglais
- Format : Couleurs - 35 mm - 2,35:1 (Cinemascope) - Son Dolby SR/Digital SR-D/DTS/SDDS
- Durée : 84 minutes
- Dates de sortie[1] :
  - États-Unis et Canada : 24 mai 2002
  - France : 9 octobre 2002

## Distribution

### Voix originales
- Matt Damon : Spirit
- Bryan Adams : Spirit (chant)
- James Cromwell : Le Colonel
- Daniel Studi : Petit-Nuage
- Jeff LeBeau : Murphy, le forgeron / Contremaître de Chemin de Fer
- John Rubano : Le Soldat
- Chopper Bernet : Le Sergent Adams
- Richard McGonagle : Bill
- Matt Levin : Joe
- Adam Paul : Pete
- Robert Cait : Jake
- Charles Napier : Roy
- Meredith Wells : La Petite Indienne
- Zahn McClarnon : un ami de Petit-Nuage
- Michael Horse : un ami de Petit-Nuage
- Donald Fullilove : Contremaître de Traction
- Jim Varney : Ouvrier de Traction

### Voix françaises
- Damien Boisseau : Spirit
- Bryan Adams : Spirit (chant)
- Jean-Louis Faure : le Colonel
- Alexis Victor : Petit Nuage
- Marc Alfos : Murphy le forgeron, voix additionnelles
- Tony Joudrier : le Sergent Adams
- Serge Blumenthal : Bill
- Laurent Morteau : Joe
- Pierre Laurent : Pete
- Pascal Casanova : Jake
- Jacques Bouanich : Roy
- Sylvain Lemarié : voix additionnelles
- Patrick Mancini : voix additionnelles

Source : Fiche du film sur Voxofilm.

## Bande originale

### Titres
1. Me voilà (Here I Am)

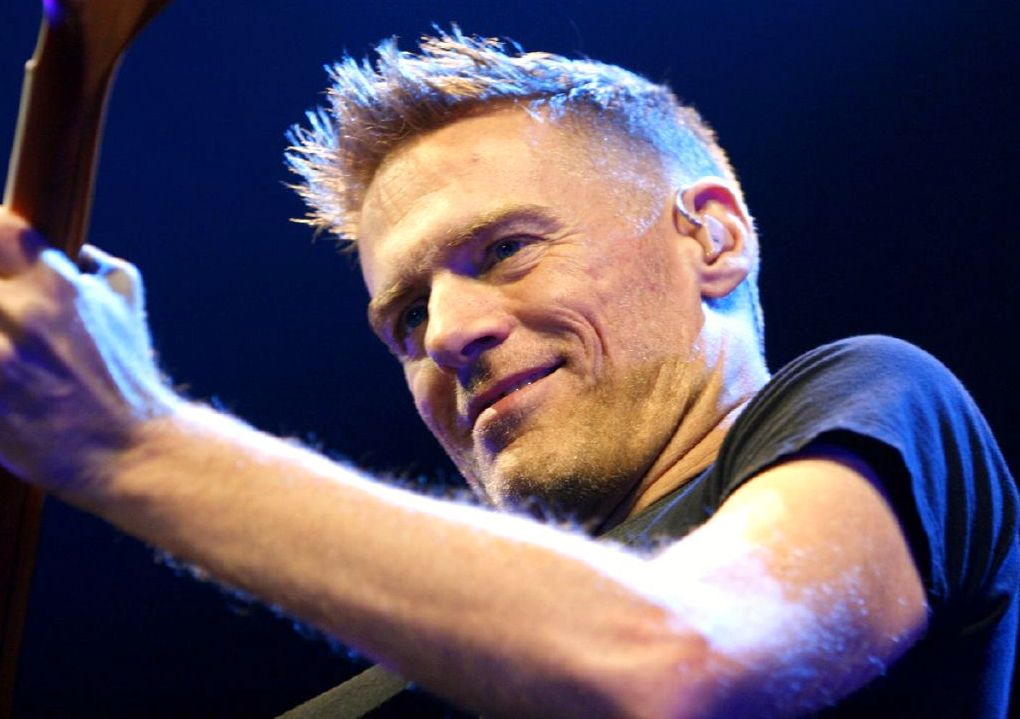
Bryan Adams, compositeur et interprète des chansons du film.

2. Je défendrai ma vie (You Can't Take Me)
3. Dégage ! (Get off my back)
4. Deux frères sous le soleil (Brothers under the Sun)
5. Ma place est ici (This Is Where I Belong)
6. Me voilà
7. Sonne le clairon (Sound the Bugle)
8. Run Free
9. Homeland
10. Rain
11. The Long Road Back
12. Rien de ce que j'ai vécu (Nothing I've Ever Known)
13. Je reviendrai vers toi (I Will Always Return)

Les chansons sont interprétées par Bryan Adams dans la version originale, tout comme dans la version française. La musique est composée par Hans Zimmer, et Steve Jablonsky est crédité pour les musiques additionnelles. L'orchestre, dirigé par Gavin Greenaway, a été enregistré aux studios Air Lyndhurst, à Londres, par Geoff Foster.

### Certification
| Pays        | Association      | Certification | Ventes/Équivalence |
| ----------- | ---------------- | ------------- | ------------------ |
| Royaume-Uni | BPI              | argent        | 60 000             |
| Suisse      | IFPI Switzerland | or            | 20 000             |

## Accueil
Le film est un succès pour les studios DreamWorks, nommé pour l'Oscar du meilleur film d'animation en 2003.
Aux États-Unis, il rapporte plus de 73 millions de dollars, soit les trois-quarts du budget du film, couvert par le succès mondial. En France, il génère près d'un million d'entrées.

## Adaptations

### Jeu vidéo
Le film a été adapté en jeu vidéo, sous le titre Spirit, l'étalon des plaines sur Game Boy Advance et sous le titre Spirit, l'étalon des plaines - Libre comme le Vent (Spirit: Stallion of the Cimarron - Forever Free) sur Windows (jeu développé par Fizz Factor et édité par THQ).

### Séries télévisées d'animation et film dérivé
Une série d'animation 3D dérivée du film produite par DreamWorks Animation Television a été diffusée sur Netflix entre 2017 et 2019 : Spirit : Au galop en toute liberté. Elle est suivie par un spin-off Spirit : au galop en toute liberté - À l'école d'équitation, lancée en 2020. Une adaptation cinématographique de la série, intitulée Spirit : L'Indomptable est sortie en 2021.